# Dianne Alagich
Dianne Marie Alagich (* 12. Mai 1979 in Adelaide) ist eine ehemalige australische Fußballnationalspielerin. Die Abwehrspielerin bestritt zwischen 1995 und 2008 insgesamt 86 Länderspiele für die Auswahl Australiens, wobei sie sich dabei dreimal als Torschützin eintragen konnte. Von 2008 bis 2009 spielte Alagich in der W-League für Adelaide United. Sie ist 169 cm groß und wiegt 62 kg. Sie ist die jüngere Schwester des Fußballspielers Richie Alagich und trägt die FIFA-Spieler-ID 1.